# Kristendomen i Kurdistan
Kristendomen i Kurdistan omfattar en mindre del av Kurdistans befolkning.

## Historia

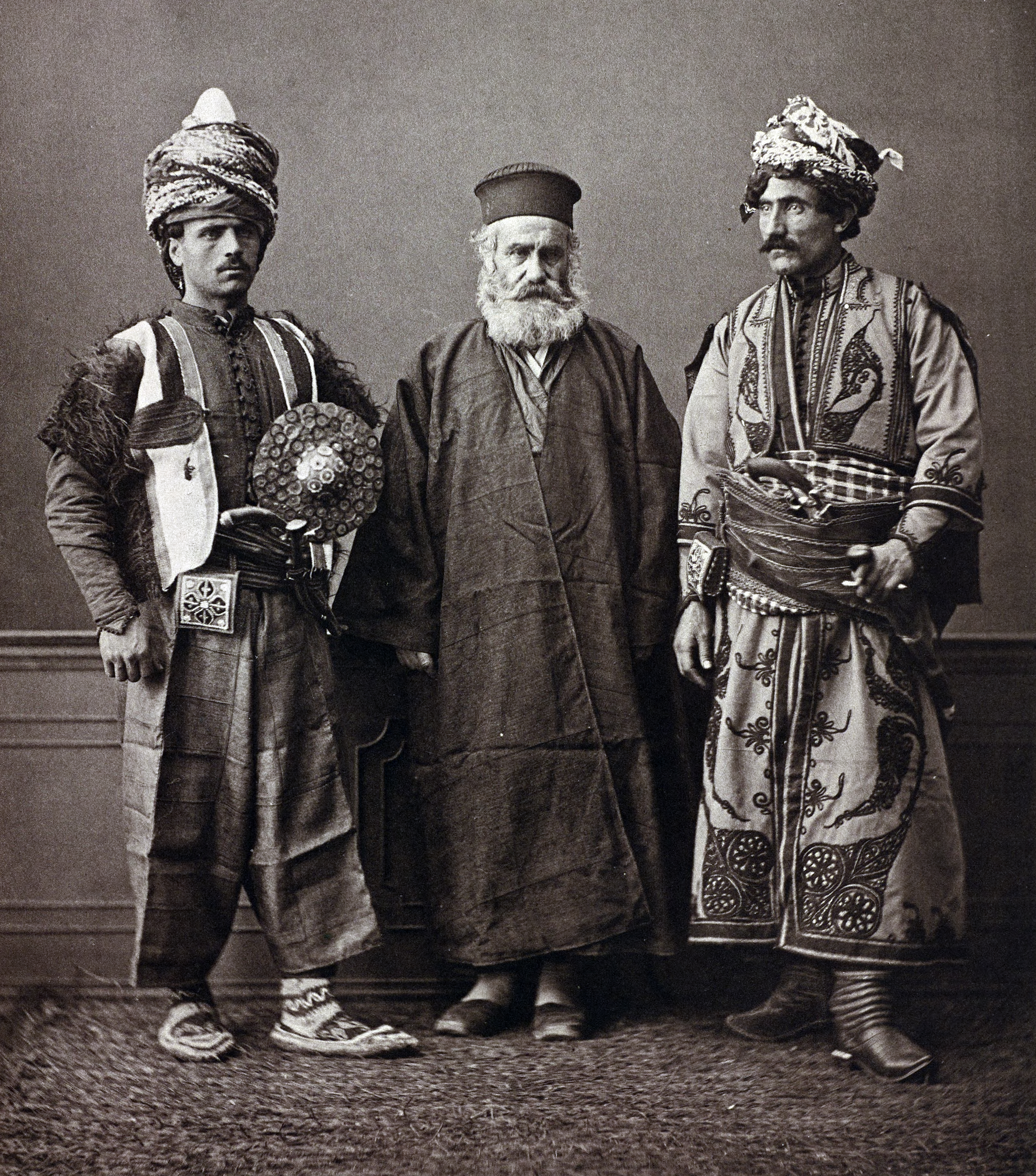
Två kurdiska män med en armenisk-katolsk präst 1873 i Wien.

Den första kristna missionären hos kurderna var enligt traditionen aposteln Andreas som predikade i Kurdistan. Under 400-talet började kristendomen att bli en stor religion i de kurdiska regionerna. Den grekisk munken Sabbas lyckades omvända "soldyrkande" (förmodligen med hänvisning till olika sekter och religioner, tidigt jezidism) kurder till kristendomen under 400-talet. Bergsplatån kring Midyat i nuvarande sydöstra Turkiet blev tidigt ett centrum för den syrisk-ortodoxa kyrkan och kallades Tur Abdin, gudstjänarnas berg.
Muslimer valde att konvertera till kristendomen efter områdets islamisering och kristna kurder konverterade till islam. Under 800-talet konverterade en kurd vid namn Narseh eller Nasr till kristendomen och ändrade sitt namn till Theophobos under kejsar Theophilus. Han var befälhavare och nära vän till kejsaren under många år.
På 900-talet e.Kr. konverterade den kurdiska prinsen Ibn ad-Dahhak, som ägde fästningen al-Jafary, från islam till ortodox kristendom och i gengäld gav bysantinerna honom mark och en fästning. År 927 e.Kr. avrättades han och hans familj under en räd av Thamal al-Dulafi, guvernören i Tarsus.
I slutet av 1000-talet och början av 1100-talet e.Kr. utgjorde kurdiska kristna en minoritet av armén i fästningsstaden Shayzar, nära Hama, Syrien.
Zakariderna–Mkhargrdzeli, en armenisk–georgisk dynasti av kurdiskt ursprung, styrde delar av norra Armenien på 1200-talet e.Kr. och försökte återuppliva intellektuell verksamhet genom att grunda nya kloster.
Marco Polo, i sin bok, konstaterade att en minoritet av kurderna som bebodde den bergiga delen av Mosul var kristna, medan resten var muslimer.
Kurdiska kristna konvertiter var vanligtvis en del av kyrkan i öst. År 1884 rapporterade forskare från Royal Geographical Society i Sivas om en lokal kurdisk stam, troligen av armeniskt ursprung, som behöll vissa kristna iakttagelser och ibland identifierades som kristen.
En betydande del av kurdiska kristna konvertiter hade faktiskt yazidisk bakgrund. På 1600-talet strömmade karmeliter, franciskaner och jesuitmissionärer till yazidiska regioner, främst i Sinjar och Syrien. Vissa ottomanska yazidier konverterade till kristendomen på grund av sociala frågor angående yazidismen. På 1800-talet utvecklade både protestantiska och katolska missionärer ett intresse för yazidier. I det osmanska riket var det ett brott att lämna islam, men eftersom yazidier inte var muslimer var det inte ett brott för dem att konvertera och inte heller ett brott att konvertera dem. Kristen missionsverksamhet blomstrade i yazidiska samhällen. På 1880-talet började den osmanska regeringen islamisk missionär för yazidier, och hävdade att eftersom yazidiska samhällen var öppna för kristna missionärer, kunde de lika gärna vara öppna för islamiska missionärer. Kristna missionärer väckte senare global uppmärksamhet på yazidier, som var en ganska isolerad gemenskap. Yazidier som lämnade yazidismen föredrog generellt kristendomen framför islam.

## Nutida kristna kurder
Den första kurdiska kyrkan, Kristus Kurdzman Kyrkan, öppnades i staden Hewler (Erbil) i irakiska Kurdistan år 2000 och har kontor i provinserna Sulaymaniyya och Duhok. Detta är den första evangeliska kurdiska kyrkan i Irak. Dess logotyp utgörs av ett kors och en gul sol som stiger upp bakom en bergskedja. Kristus Kurdzman Kyrkan höll sin första tredagarskonferens i Ankawa norr om Erbil år 2005 där 300 nya kurdiska konvertiter deltog. Enligt andra källor var det 500 kurdiska muslimska ungdomar som konverterade till kristendomen i samband med öppnandet av kyrkan.
Det fanns en våg av kurdisk omvändelse till kristendomen efter upplösningen av Sovjetunionen. I de postsovjetiska staterna var de flesta kurdiska konverterade till kristendomen från yazidisk bakgrund. I Armenien konverterade omkring 3 600 yazidier till kristendomen 2019. Yazidi som konverterade till kristendomen förnekades och misshandlades av yaziderna. År 2023 väckte en evangelisk missionärsgrupp kontroverser efter att ha bett vid ett yazidiskt tempel för att förstöra yazidismen. Efter det yazidiska folkmordet kom en våg av yazidernas omvändelse till kristendomen, mestadels genom missionärer. Vian Dakhil uppmanade Kurdistanregionen att förbjuda kristna missionärer, även om KRG vägrade, och dess "Office of Christian Affairs" hävdade att missionärerna agerade etiskt. Kristna missionärer såg tillströmningen av yazidiska flyktingar till Kurdistanregionen som ett "gyllene tillfälle" för omvändelse, eftersom yazidierna historiskt sett var så isolerade att inte ens infödda irakiska missionärer kunde omvända dem. I slutet av 2015 konverterade omkring 800 yazidier till kristendomen, och över 70 % av de kristna konverterarna i flyktingläger var yazidier. Walid Shoebat kritiserade Vian Dakhil och hennes försök att förbjuda kristen proselytisering och hävdade att hon föredrog att "dyrka Lucifer istället för Jesus. Yazidier är kända för sitt hat mot kristendomen, särskilt missionärer."
Madai Maamdi, en georgisk yazid som konverterade till den georgisk-ortodoxa kyrkan, vigdes till präst i februari 2023 av det nordamerikanska stiftet i den georgiska ortodoxa kyrkan, och blev den första etniska kurd som vigdes till ortodox kristen präst.
Några gömda armenier som var kurdifierade och islamiserade hade konverterat till kristendomen i sina försök att återvända till sina armeniska rötter. Många kurdiska kristna var inte etniska kurder, utan etniska armenier och assyrier som bodde i Kurdistan och talade kurdiska och ansågs vara kurdiska kristna. Under 2019 konverterade omkring 80-100 kurder till kristendomen i staden Kobanî. En evangelisk pastor från Aleppo hävdade att kurdiska konverterare till kristendomen ofta var missnöjda med islam på grund av den anti-kurdiska politiken av Recep Tayyip Erdoğan som främjade islamism och turkisk nationalism, såväl som de grymheter som begicks mot kurder i Syrien av turkiskt-stödda islamister under det syriska inbördeskriget.